# Colonia la Cieneguita
Colonia la Cieneguita är en ort i Mexiko.   Den ligger i kommunen Cuilápam de Guerrero och delstaten Oaxaca, i den sydöstra delen av landet, 400 km sydost om huvudstaden Mexico City. Colonia la Cieneguita ligger 1 566 meter över havet och antalet invånare är 288.
Terrängen runt Colonia la Cieneguita är varierad. Runt Colonia la Cieneguita är det tätbefolkat, med 570 invånare per kvadratkilometer. Närmaste större samhälle är Oaxaca de Juárez, 7,6 km nordost om Colonia la Cieneguita. I omgivningarna runt Colonia la Cieneguita växer huvudsakligen savannskog.